# 오버프랑켄현

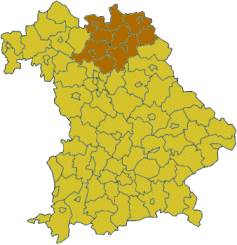
바이에른주에서 오버프랑켄현의 위치

오버프랑켄현(독일어: Oberfranken)은 독일 바이에른주 북부에 위치한 현(Regierungsbezirk)이다. 면적 7,230.19 km2, 2016년 12월 31일 기준으로 인구 1,062,398명, 인구 밀도 150/km2. 현도는 바이로이트.
바이에른주 동북부에 위치한다. 라인강의 지류 마인강과 엘베강의 지류 잘레강의 상류 지역이며 곳곳에 삼림 지대와 고지대가 있다. 역사적으로 프랑켄으로 불린 지역의 일부로 오버프랑켄은 1837년 바이에른 왕국 당시 왕국의 한 주로 형성된 것에서 유래한다. 9개 군(Landkreise), 4개 시(Kreisfreie Städte)로 구성되어 있다.

## 하위 행정 구역

### 군(Landkreise)
1. 밤베르크군(Landkreis Bamberg)
2. 바이로이트군(Landkreis Bayreuth)
3. 코부르크군(Landkreis Coburg)
4. 포르히하임군(Landkreis Forchheim)
5. 호프군(Landkreis Hof)
6. 크로나흐군(Landkreis Kronach)
7. 쿨름바흐군(Landkreis Kulmbach)
8. 리히텐펠스군(Landkreis Lichtenfels)
9. 분지델임피히텔게비르게군(Landkreis Wunsiedel im Fichtelgebirge)

### 시(Kreisfreie Städte)
1. 밤베르크시(Bamberg)
2. 바이로이트시(Bayreuth)
3. 코부르크시(Coburg)
4. 호프시(Hof)

## 같이 보기
- 미텔프랑켄현
- 운터프랑켄현